# Prigorje Brdovečko
Prigorje Brdovečko är en ort i Kroatien.   Den ligger i länet Zagrebs län, i den norra delen av landet, 20 km väster om huvudstaden Zagreb. Prigorje Brdovečko ligger 140 meter över havet och antalet invånare är 1 326.
Terrängen runt Prigorje Brdovečko är platt åt nordost, men åt sydväst är den kuperad. Runt Prigorje Brdovečko är det ganska glesbefolkat, med 43 invånare per kvadratkilometer. Närmaste större samhälle är Zagreb - Centar, 19,9 km öster om Prigorje Brdovečko. Omgivningarna runt Prigorje Brdovečko är en mosaik av jordbruksmark och naturlig växtlighet.